# Аніматор культури
Аніматор культури (від лат. anime — вдихати життя в щось, оживляти) — людина, яка організовує культурне життя спільноти, поширює культуру. Аніматор культури використовує різні методи, щоб активізувати суспільство, пробудити інтерес, показати нові способи проведення вільного часу, залучити людей до діяльності, використати потенціал і спробувати задовольнити культурні потреби інших людей, оскільки він розуміє, що одна з людських потреб – це потреба в постійному розвитку та самореалізації.

## Визначення поняття
Леон Дичевський : «Аніматор культури — це той, хто доповнює знання, життєвий досвід і досвід людей, з якими він контактує, пробуджує їхні інтереси, показує нові ідеали та зразки життя, веде діалог про можливості та шляхи розумного задоволення виявлених і досі прихованих культурних потреб. (…) Він ясно бачить нове й краще життя, любить ці бачення, але ще більше любить людей. Він приймає їх такими, якими вони є, в надії, що вони можуть стати кращими. Він поважає кожен вияв їхньої доброї волі, найменшого інтересу до нового й кращого, підтримує їхнє прагнення до кращого життя. Його метод роботи полягає не в тому, щоб командувати людьми, а в тому, щоб активізувати сили, які в них дрімають. Цінність його вчинків проявляється не стільки в тому, що він сам винаходить і робить, скільки в тому, що він вміє витягти з людей, серед яких працює.
Малгожата Коморовська та Лідія Риботицька : «Аніматор — це той, хто поєднує риси, вміння та потрійний талант педагога, психолога та художника».
З. Вержбіцький і З. Юзефович : «Кожен працівник культури виконує три функції: організатора, вихователя та аніматора. Функції анімації виходять на перший план».
Термін «аніматор рультури» досі маловідомий і розуміється по-різному, і його часто ототожнюють із карикатуристом.

## Діяльність
Для досягнення конкретних цілей аніматор повинен дізнатися про місцеве і культурне середовище, освітні та розважальні потреби середовища. У такий спосіб створює місцеві групи дій, групи за інтересами, організовує культурні заходи, фестивалі, лекції, виставки, конкурси, дискотеки, фестивалі. Може організовувати та керувати роботою культурно-освітніх установ. Він намагається знайти спонсорів і часто відповідає за ведення календаря подій та їх рекламу. «Аніматор» — це вихователь, який «не керує учнем чи групою, а вміло стимулює їх власну активність».
Функції аніматора:
- навчальна
- комунікаційна
- інтеграційна
- партисипативна
- адаптивна
- інформаційна

## Історія
Поняття «аніматор культури» з'явилося у Франції, де воно існувало вже в 1940-х роках. 20 століття У 70-х роках. з'явився англійською мовою. Тоді ж у Польщі з’явилися перші наукові публікації про цю концепцію.